# Oligoryzomys vegetus
Oligoryzomys vegetus är en däggdjursart som först beskrevs av Outram Bangs 1902.  Oligoryzomys vegetus ingår i släktet Oligoryzomys och familjen hamsterartade gnagare. IUCN kategoriserar arten globalt som livskraftig. Inga underarter finns listade i Catalogue of Life.
Denna gnagare förekommer i Costa Rica och Panama. Den lever i bergstrakter mellan 840 och 3000 meter över havet. Habitatet utgörs av molnskogar, andra bergsskogar och tät växtlighet när skogar.
Arten blir 6 till 10,5 cm lång (huvud och bål), har en 9,5 till 14 cm lång svans och väger 12 till 18 g. Bakfötterna är 2,0 till 2,5 cm långa och öronen är 1,0 till 1,5 cm stora. Den mjuka och mörkbruna pälsen på ovansidan är mörkare än hos Oligoryzomys fulvescens och den har inga tydliga punkter. Vid kroppens sidor är pälsen ljusare med inslag av orange och undersidan är täckt av grå päls.